# Ivan Poljakov
Ivan Semjonovitj Poljakov (ryska: Иван Семенович Поляков), född 12 juni 1845 i Novotsuruchajtuj, Transbajkal, död 5 april 1887 i Sankt Petersburg, var en rysk zoolog, antropolog och etnograf.
Poljakov medföljde 1866 en expedition till Jablonovbergen, studerade sedermera vid Sankt Petersburgs universitet, undersökte 1871 och 1873 Onega och andra sjöar i guvernementet Olonets samt 1874 Volgas källsjöar i djurgeografiskt hänseende, utnämndes därefter till konservator vid zoologiska museet i Sankt Petersburg och gjorde 1876–77 zoologiska och etnografiska forskningar kring floden Ob. För arkeologiska ändamål begav han sig 1878 till hjärtat av Ryssland och 1879 till östra Kaukasus. Hans sista stora resa (1881–84) gällde Sachalin, Japan och södra Kina. Poljakov meddelade resultaten av sina resor dels i särskilt utgivna skrifter, dels i ryska vetenskapsakademins och geografiska sällskapets och andra samfunds handlingar.